# (346886) Middelburg
(346886) Middelburg ist ein Asteroid des inneren Hauptgürtels. Er wurde von dem belgischen Astronomen Eric Walter Elst am 15. November 1999 an der Königlichen Sternwarte von Belgien (IAU-Code 012) in Uccle entdeckt.
Der Asteroid gehört zur Hungaria-Gruppe. Charakteristisch für diese Gruppe ist unter anderem die 9:2-Bahnresonanz mit dem Planeten Jupiter. Der Namensgeber für die Hungaria-Gruppe ist der Asteroid (434) Hungaria. Die Sonnenumlaufbahn von (346886) Middelburg ist mit mehr als 19° stark gegenüber der Ekliptik des Sonnensystems geneigt, ein weiteres Charakteristikum für Hungaria-Asteroiden.
(346886) Middelburg wurde am 12. Januar 2017 nach der niederländischen Stadt Middelburg benannt.